# Parral, Chile
Parral este un oraș și comună din provincia Linares, regiunea Maule, Chile, cu o populație de 38.922 locuitori (2012) și o suprafață de 1638,4 km2.